# Bubalus arnee
Bubalus arnee is een zoogdier uit de familie van de holhoornigen (Bovidae). Het is een wilde waterbuffel die alleen nog voorkomt in Indochina, maar vroeger inheems was in grote delen van het Indisch subcontinent en Zuidoost-Azië. Het is de wilde voorouder van de gedomesticeerde waterbuffel (Bubalus arnee bubalis). Het dier staat sinds 1986 als bedreigd op Rode Lijst van de IUCN.
Wilde waterbuffels zijn gebonden aan water. Historisch kwamen ze voor op voornamelijk laaggelegen alluviale graslanden en de oevers van bosrijk gebied. Ze trokken bij het wisselen van de seizoenen over grote afstanden.

## Voorkomen
Dit rund komt nog voor in Bhutan, Cambodja, India, Myanmar, Nepal en Thailand. In Vietnam is het dier waarschijnlijk uitgestorven. In 2008 schatte de IUCN de totale populatie op minder dan 4000 dieren waaronder minder dan 2500 volwassen runderen. De populatie neemt in aantal af in een tempo van minstens 50% over drie generaties (is meer dan 2,5% afname per jaar). Het grootste deel (91%) verblijft in India (Assam). Mogelijk zijn ook de resterende wilde exemplaren niet meer volledig wild, maar zijn het kruisingen met tamme of verwilderde dieren.